# Les Marais de la haine
Pour plus de détails, voir Fiche technique et Distribution.
Les Marais de la haine ('Gator Bait) est un film d'hicksploitation réalisé par Beverly et Ferd Sebastian, sorti en 1974.

## Synopsis
Depuis la mort de leurs parents, la belle Désirée Thibodeau vit dans les marécages de la Louisiane avec son petit frère muet Big T. et sa sœur Julie. Pour subvenir aux besoins de ses proches, elle se livre au braconnage, chassant avec habileté l’alligator avec son fusil de chasse. Intrépide et farouchement indépendante, sa plastique parfaite attire les hommes. Un jour, elle est prise en défaut par le fils du shérif, son adjoint Billy Boy, et son ami Ben, l'un des quatre enfants du clan Bracken, une famille de rednecks dirigée par T.J. le patriarche. Les deux hommes tentent de la violer mais la jeune femme réussit à s'enfuir. Dans la poursuite, Ben est tué accidentellement par Billy Boy. Afin de se dédouaner, il laisse entendre à son père que Désirée est responsable de la mort de Ben. 
Apprenant la nouvelle, le redneck T.J. est fou de rage. Avec ses fils dégénérés Leroy et Pete, plus l'aide du shérif et Billy Boy, ils décident de faire justice eux-mêmes en traquant Désirée dans les marécages pour attaquer sa famille et la tuer. Mais ils ignorent que Désirée est une femme dangereuse, prête à tout pour défendre ses proches. Ainsi, les cinq hommes deviennent ses gibiers...

## Fiche technique
- Titre original : 'Gator Bait
- Titre français : Les Marais de la haine
- Réalisation et production : Beverly et Ferd Sebastian
- Scénario : Beverly Sebastian
- Montage : Ron Johnson
- Musique : Ferd Sebastian
- Photographie : Ferd Sebastian
- Société de production et distribution : Dimension Pictures
- Pays d'origine :  États-Unis
- Langue originale : anglais
- Format : couleur
- Genre : hicksploitation
- Durée : 88 minutes
- Date de sortie : 
  - États-Unis : 3 juin 1974

## Distribution
- Claudia Jennings : Desirée Thibodeau
- Sam Gilman : T.J. Bracken
- Douglas Dirkson : Leroy Bracken
- Clyde Ventura : Billy Boy
- Bill Thurman : shérif Joe Bob Thomas
- Don Baldwin : Pete Bracken
- Ben Sebastian : Ben Bracken
- Janit Baldwin : Julie
- Tracy Sebastian : Big T.